# Manifeste de Prague (Müntzer)
Pour les articles homonymes, voir Manifeste de Prague.

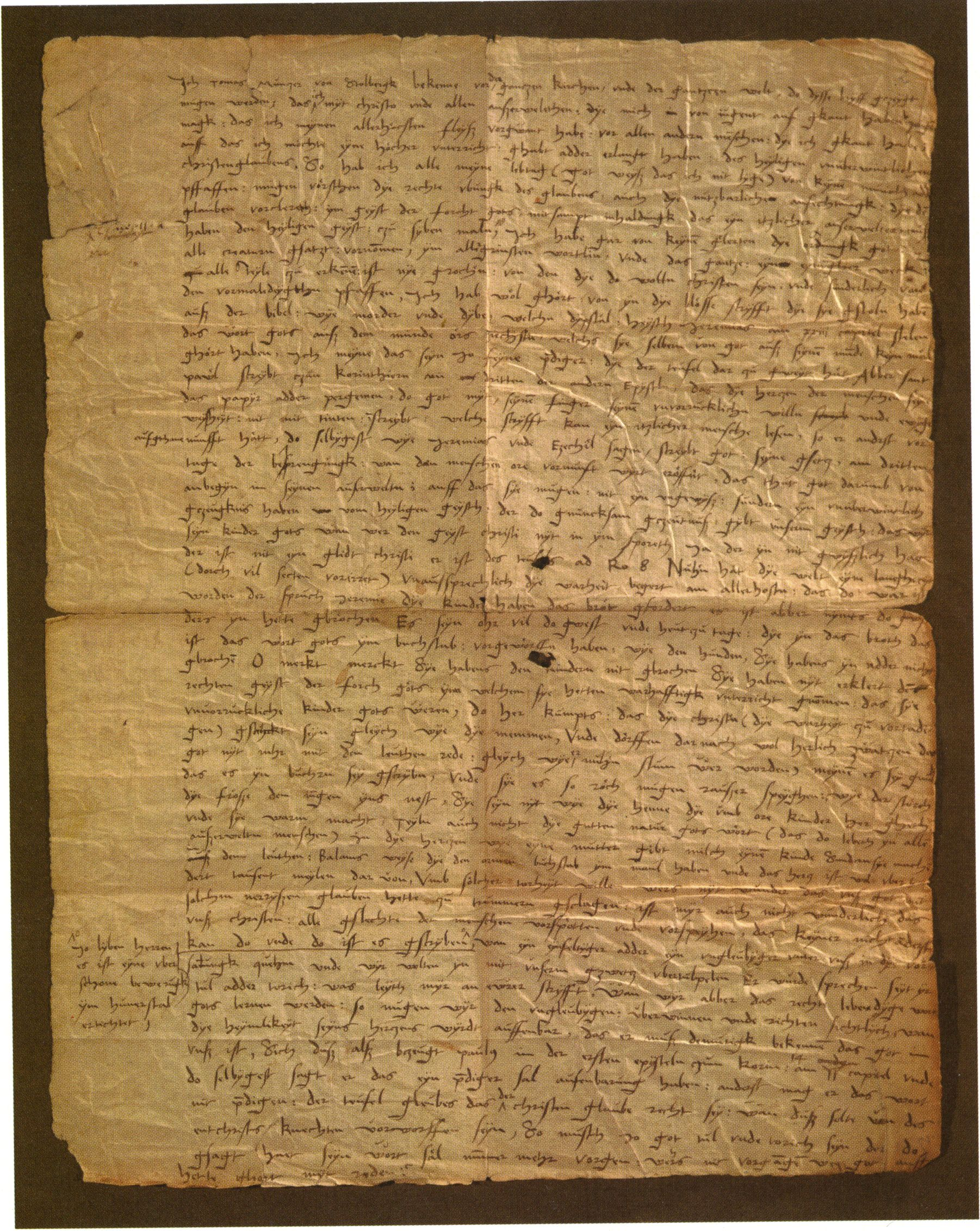
Manuscrit du Manifeste de Prague, par Thomas Müntzer.

Le Manifeste de Prague ou Protestation au sujet de la cause des Bohémiens est le premier des ouvrages théoriques écrits en novembre 1521 à Prague par le théologien protestant Thomas Müntzer. Il est paru en latin à l'usage des humanistes, doublé d'un résumé en langue allemande et tchèque à l'usage du peuple. 

## Contexte
Le Conseil municipal de Zwickau vient de révoquer Müntzer de son poste de pasteur en raison des troubles populaires auxquels ses prédications exaltées ne seraient pas étrangères. Il s'installe en juin 1521 à Prague et fait paraître le Manifeste en novembre.
L'œuvre comprend trois parties :
- la formulation d’un système théologique,
- la critique du temps présent,
- une prophétie finale.

La tonalité est résolument agressive tournée aussi bien contre les chefs de la Réforme, prélude de la rupture avec Luther, que contre l'Église romaine. Pour Müntzer il n'y a pas de séparation entre le mystique et l'action pratique et il reproche à Luther de ne pas aller assez loin. Le texte comporte des connotations et des implications sociales et politiques considérables.